# کیمبل (ویرجینیای غربی)
کیمبل(به انگلیسی: Kimball) شهری در ایالت ویرجینیای غربی کشور ایالات متحده آمریکا است که جمعیت آن در سرشماری سال ۲۰۱۰ میلادی، ۱۹۴ نفر بوده‌است.